# Manduca muscosa
Manduca muscosa (лат.) — вид бабочек из семейства бражников (Sphingidae), обитающих в Северной Америке.

## Описание
Размах крыльев 100—126 мм. Вид похож на Manduca sesquiplex, но передние крылья более удлинённые, основной цвет тела и крыльев — темнее, почти оливковый, бледные полосы на задних крыльях — менее контрастные.

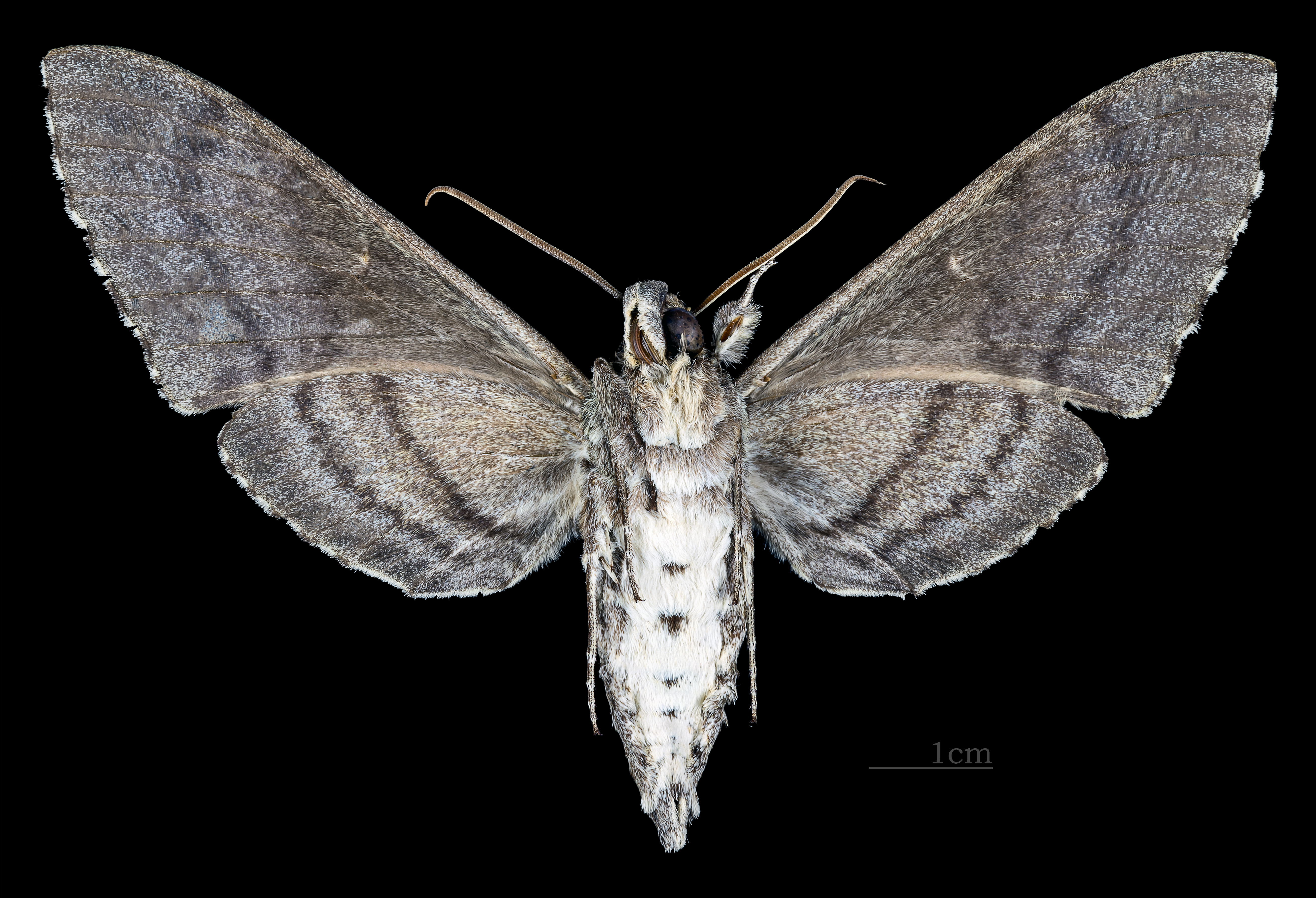
Самец, вид снизу
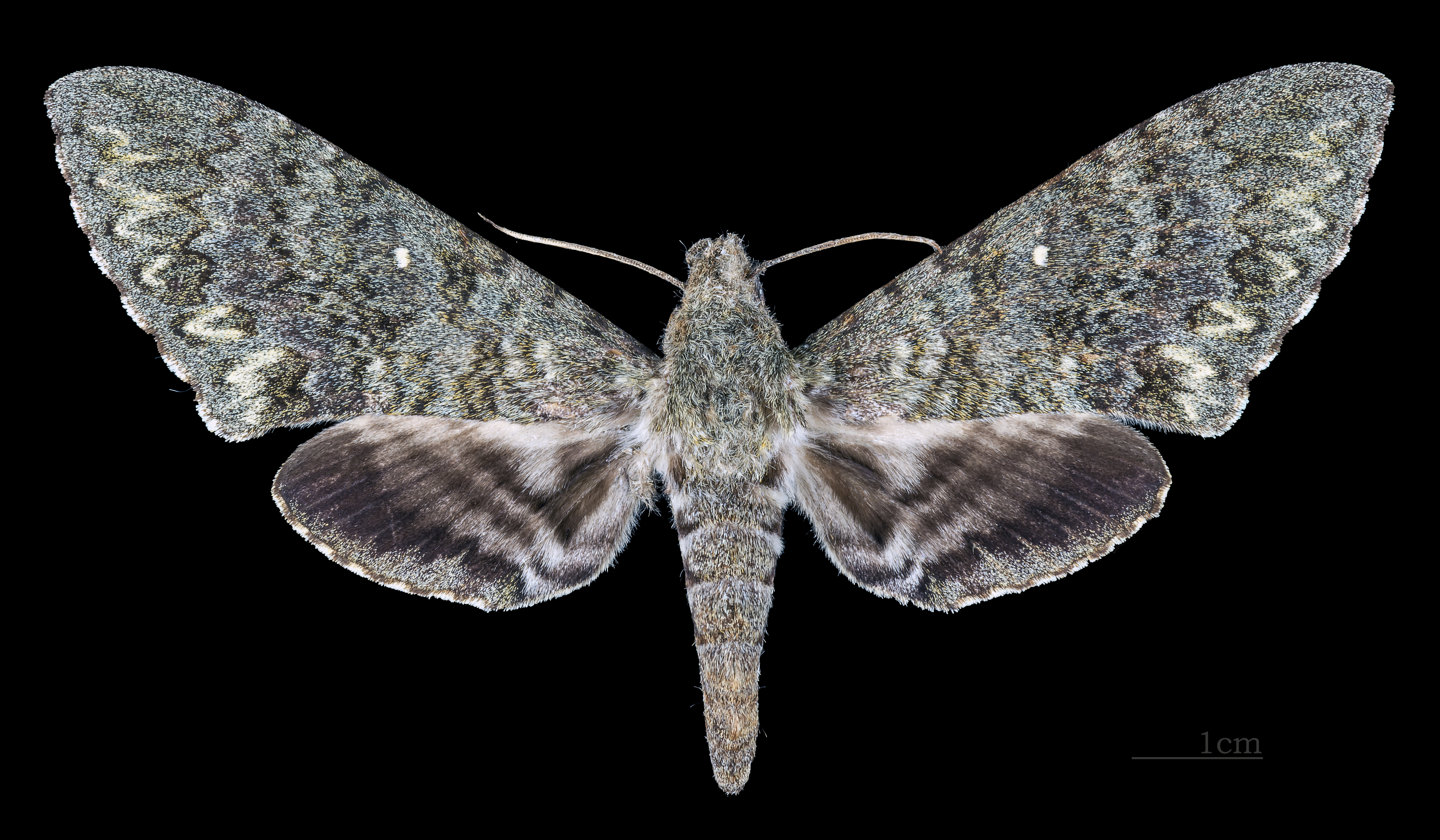
Самка, вид сверху
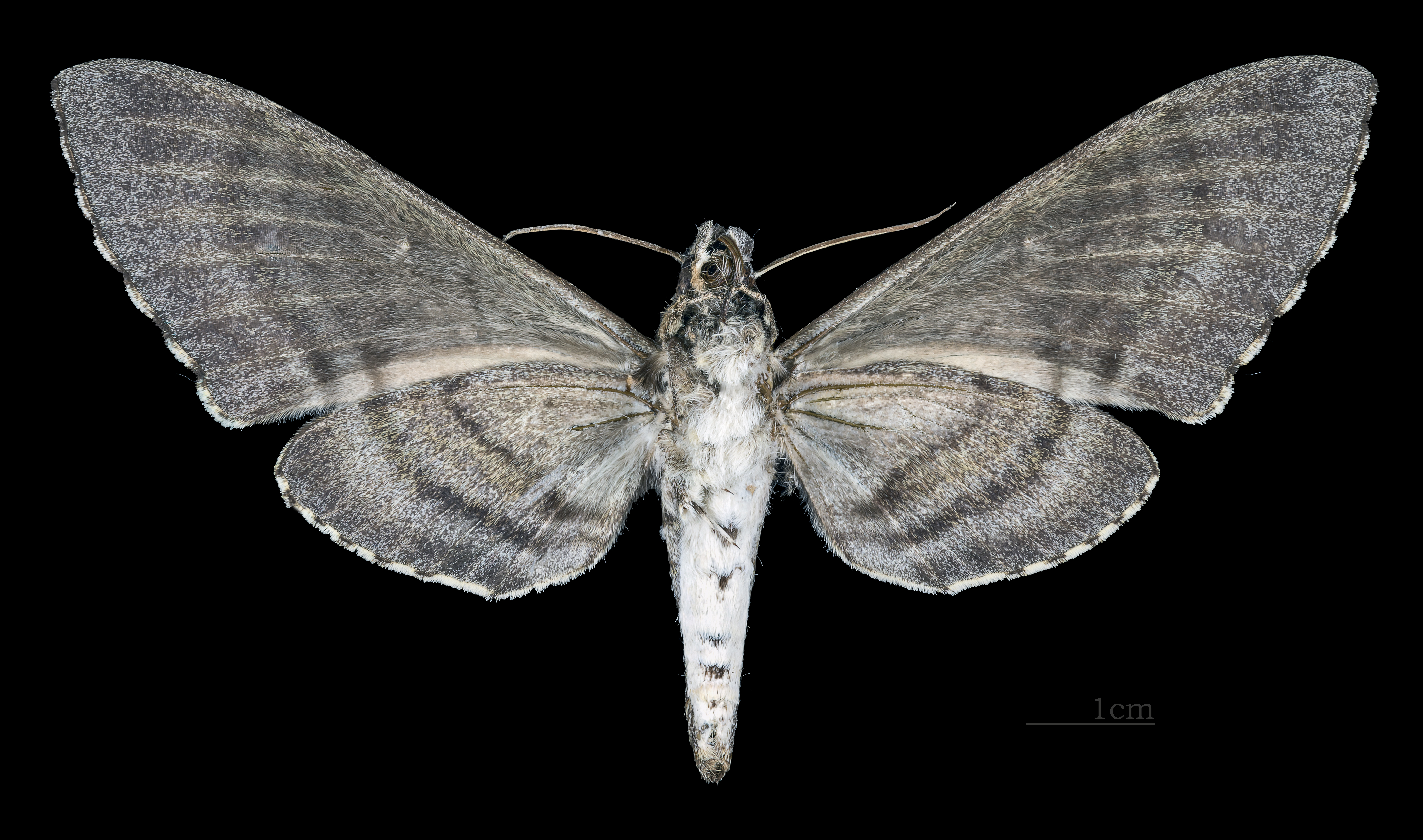
Самка, вид снизу

## Биология
Одно поколение в год. Взрослые бабочки летают с середины июля по август в южной Аризоне, в Коста-Рике — с мая по ноябрь.
Гусеницы питаются на Verbesina gigantea, Lasianthaea fruticosa, Eupatorium albicaule, Viguiera dentate, Eupatorium albicaule, Lantana camara, Helianthus annuus (Подсолнечник однолетний) и Jacaranda caroba.

## Ареал и местообитание
Встречается в южной и западной Аризоне, в Мексике, Белизе, Гватемале, Никарагуа и Коста-Рике. Обитает в тропических и субтропических низинах, предгорных лесах и дубравах.

## История изучения
Вид был впервые описан английским зоологом бароном Чарльзом Ротшильдом и немецким и английским энтомологом Карлом Йорданом в 1903 году и назван Protoparce muscosa.

## Синонимы
- Protoparce muscosa  Rothschild & Jordan, 1916 Базионим